# Artillerie-Fliegerabteilung 210
Artillerie-Fliegerabteilung 210 – AFA 210 (Artyleryjski oddział lotniczy nr 210) – niemiecka jednostka obserwacyjna i rozpoznawcza wspomagania artyleryjskiego  Luftstreitkräfte z początkowego okresu I wojny światowej.
15 listopada 1916 roku jednostka została przeformowana i zmieniona w Fliegerabteilung 210 (Artillerie) – (FA A 210).
Od listopada 1915 do wiosny 1916 roku w jednostce służył niemiecki generał Richard Putzier.